# 잡지 목록
다음은 나라별로 정리한 잡지 목록이다.

## 일본

### 월간지

#### 종합지
- 중앙공론
- 개조
- AERA

#### 과학지
- 니케이 사이언스
- 뉴턴 일본판

#### 연예지
- 사프라
- 포포로
- Myojo
- JUNON

#### 게임지
- CG월드
- MOE
- 콤프틱
- 디스크 스테이션

#### 만화·아니메 잡지
- Animage
- 애니미디어
- 나카요시
- 뉴타입
- 마가렛
- 멜로디
- 라라 디럭스
- 영 애니멀
- 영 챔피언
- 월간 IKKI
- 월간 소년 매거진
- 월간 소년 에이스
- 월간 소년 점프
- 월간 아스카
- 월간 애프터눈
- 월간 코믹 러시
- 월간 코믹 전격 대왕
- 월간 콤프 에이스
- 챠오
- 코믹 REX
- 코믹 유리히메
- 키스
- 프린세스
- 베쓰코미
- 월간 드래곤 에이지

#### 전문지
- 119매거진
- 철도 저널
- 철도 팬

### 주간지

#### 종합지
- 주간아사히
- 선데이 마이니치
- 뉴스위크 일본판

#### 경제지
- 주간 동양 경제

#### 여성지
- 여성 세븐

#### 만화잡지
- 주간 소년 매거진
- 주간 소년 선데이
- 주간 소년 점프
- 주간 영 매거진
- 주간 영 선데이
- 주간 영 점프
- 하나토유메
- 소녀 코믹
- 빅 코믹 스피리츠
- 비즈니스 점프
- 모닝
- 영 간간

#### 전문지
- 주간 다이어몬드

## 중화인민공화국

### 한글(조선어)로 발간하는 잡지
- 동북조선어문
- 동북민영
- 천지
- 도라지
- 장백산
- 학생과학
- 민족화보

## 조선민주주의인민공화국
- 금수강산
- 천리마
- 조선
- 조선문학
- 조선예술
- 오늘의 조선
- 문화어학습
- 력사과학
- 아동문학
- 정보과학
- 조선료리
- 농업근로자
- 통일화보
- 조선고고연구
- 청년생활
- 철학연구
- 경제연구
- 청년문학
- 조선녀성
- 조선어문

## 미국
- 타임
- 리더스 다이제스트
- 맥심
- 맨즈 헬스
- 보그
- 스포츠 일러스트레이티드 (SI)
- 에스콰이어
- 코스모폴리탄
- 포춘
- 포브스
- 플레이보이
- 피플
- GQ

## 영국
- 탑기어
- 포포투

## 독일
- 슈피겔

## 프랑스
- 마리끌레르
- 엘르